# Classic Var 2025
De tweede editie van de wielerwedstrijd Classic Var vond plaats op 21 februari 2025. Het peloton van 107 renners (Simone Velasco, die wel op de startlijst stond, ging uiteindelijk niet van start) startte in Le Luc, waarna ruim 164 kilometer later gefinisht werd in Fayence. De wedstrijd maakte deel uit van de UCI Europe Tour, met de categorie 1.1. De Italiaan Christian Scaroni won de wedstrijd in een sprint, nadat hij op de slotklim, de Mur de Fayence, met vier anderen was overgebleven (Paul Lapeira, Victor Lafay, Kévin Vauquelin en Santiago Buitrago).

## Uitslag
| Plaats  | Naam                | Ploeg                              | Tijd     |
| ------- | ------------------- | ---------------------------------- | -------- |
| Winnaar | Christian Scaroni   | XDS Astana Team                    | 3u53'32" |
| 2       | Paul Lapeira        | Decathlon AG2R La Mondiale Team    | z.t.     |
| 3       | Victor Lafay        | Decathlon AG2R La Mondiale Team    | z.t.     |
| 4       | Kévin Vauquelin     | Arkéa-B&B Hotels                   | z.t.     |
| 5       | Santiago Buitrago   | Bahrain Victorious                 | z.t.     |
| 6       | Louis Barré         | Intermarché-Wanty                  | + 0'07"  |
| 7       | Clément Champoussin | XDS Astana Team                    | z.t.     |
| 8       | Lenny Martinez      | Bahrain Victorious                 | z.t.     |
| 9       | Quentin Pacher      | Groupama-FDJ                       | z.t.     |
| 10      | Mathieu Burgaudeau  | Team TotalEnergies                 | + 0'10"  |
| 11      | Guillaume Martin    | Groupama-FDJ                       | z.t.     |
| 12      | Clément Izquierdo   | Cofidis                            | + 0'13"  |
| 13      | Kevin Geniets       | Groupama-FDJ                       | z.t.     |
| 14      | Kamiel Bonneu       | Intermarché-Wanty                  | z.t.     |
| 15      | Joseph Blackmore    | Israel-Premier Tech                | z.t.     |
| 16      | Jack Haig           | Bahrain Victorious                 | z.t.     |
| 17      | Dorian Godon        | Decathlon AG2R La Mondiale Team    | + 0'18"  |
| 18      | Lucas Beneteau      | St Michel-Preference Home-Auber 93 | z.t.     |
| 19      | Sam Maisonobe       | Cofidis                            | z.t.     |
| 20      | Killian Verschuren  | Unibet Tietema Rockets             | z.t.     |
|         |                     |                                    |          |
| 34      | Darren van Bekkum   | XDS Astana Team                    | + 0'33"  |